# 울산불교방송
울산불교방송(蔚山佛敎放送, Ulsan Buddhist Broadcasting System)은 대한민국의 BBS불교방송 네트워크권 울산지역의 라디오 방송국이다.

## 연혁
- 2007년 10월 11일 : 정보통신부로부터 울산불교방송 허가를 받음
- 2008년 1월 23일 : 울산 남구 삼산로 201에 울산불교방송국 사옥 마련 및 현판식
- 2008년 4월 15일 : 울산시 중구 유곡동 362 함월산 송신소 임차계약(평화방송중계소)
- 2008년 6월 30일 : 울산불교방송 개국(초단파 105.3㎒, 1㎾)
- 2014년 11월 5일 : 울산불교방송 주파수 이전허가 취득(함월산 송신소 초단파 105.3㎒, 1㎾ → 무룡산 송신소 초단파 88.3㎒, 1㎾)
- 2015년 5월 7일 : 울산불교방송 송신소 이전 및 가청권 확대(함월산 송신소 초단파 105.3㎒, 1㎾ → 무룡산 송신소 초단파 88.3㎒, 1㎾)

## 방송 주파수
| 방송국       | 호출부호 | 송신소        | 주파수    | 출력 | 송신소 위치            | 방송 구역                                                            |
| ------------ | -------- | ------------- | --------- | ---- | ---------------------- | -------------------------------------------------------------------- |
| 울산불교방송 | HLQU-FM  | 무룡산 송신소 | FM 88.3㎒ | 1㎾  | 울산 북구 연암동 산1-5 | 울산광역시 일원, 부산광역시 일부, 경북 경주시 일부, 경남 양산시 일부 |

### 라디오 시보 멘트
- FM 88.3MHz BBS 울산불교방송입니다. HLQU

## 방송 시간
- 매일 새벽 4시 ~ 다음날 새벽 2시 (총 22시간)

## 같이 보기
- KBS울산방송국
- 울산MBC
- ubc 울산방송
- 울산CBS
- febc 울산극동방송
- cpbc 부산가톨릭평화방송
- TBN 울산교통방송

## 직원 소개

### 총괄국장
- 정재필

### 방송부
- 박상규
- 최현도
- 김영미 (아나운서)

### 사업부
- 유승학